# أركغوزيتيس لونغسيتوسس
أركغوزيتيس لونغسيتوسس (بالإنجليزية: Archegozetes longisetosus)‏ هو نوع من السوس ينتمي إلى رتبة القراديات الخنفسية وإلى عائلة التريبوشثونيديات [الإنجليزية]، واستُخدم ككائن نموذجي في الأبحاث ووُجد أن لديه قوة سحب كبيرة جدا مقارنة بحجمة الصغير، ووُصف لأول مرة سنة 1965.

## كائن نموذجي للأبحاث
وجد الباحثون أن قوة السحب لأركغوزيتيس لونغسيتوسس الذي طوله 1 مم تساوي حوالي 1180 ضعف وزنه، أي خمسة أضعاف ما يمكن توقعه من حيوان بهذا الحجم. نظرا لأن هذه الدراسة كانت الأولى التي تقيس قوى الكلاليب القرنية للسوس، فربما يكون لأنواع أخرى قوى سحب أكبر.
تم استخدام أركغوزيتيس لونغسيتوسس ككائن نموذجي لدراسة مورفولوجيا الكلاليب القرنية والوظيفة والسلوك والتطور بفضل دورة حياته القصيرة وسهولة زرعه في المختبر. جميع السوس من هذا النوع الذي يُستخدم في المختبرات حول العالم ينحدر من أنثى واحدة تم التقاطها من البرية في عام 1993.

## المفترسين
تعيش خنافس رواغة من عائلة الخنافس العنقودية بين بقابا الأوراق وتتغذى بشكل كبير على السوس. يبدو أن لدى أركغوزيتيس لونغسيتوسس دفاع كيميائي ضد محاولة التهامه حيث يملك زوجا من الغدد الزيتية الكبيرة على بطنه، ووُجد أن الخنافس تأكل السوس الذي أزيلت منه الغدد الزيتية لكنها لن تأكل العينات السليمة.